# Nikkei Asia
Nikkei Asia hoặc Nikkei Asian Review từ năm 2013 đến năm 2020, là tạp chí tin tức hàng tuần bằng tiếng Anh có trụ sở tại Nhật Bản, tập trung ở Châu Á, mặc dù tạp chí cũng đưa tin về những sự kiện quốc tế. Tạp chí có tòa soạn tại Tokyo, Nhật Bản. Nikkei Asia được thành lập vào năm 2013.